# ماموئت
ماموئت (انگلیسی: Mammoet) شرکت لجستیک هلندی است، که در سال ۱۹۹۰ تأسیس شد.